# Tętnica mięśniowo-przeponowa
Tętnica mięśniowo-przeponowa (łac. arteria musculophrenica) – w anatomii człowieka tętnica będąca boczną gałęzią końcową tętnicy piersiowej wewnętrznej. Od miejsca rozgałęzienia biegnie do tyłu od chrząstek siódmego – dziesiątego (czasami również jedenastego) żebra, w kierunku bocznym i ku tyłowi, bezpośrednio na przyczepach części żebrowej przepony. Na przebiegu oddaje gałęzie międzyżebrowe przednie (łac. rami intercostales anteriores) do siódmego – dziesiątego (ew. jedenastego) międzyżebrza, o przebiegu analogicznym do identycznie nazywanych gałęzi tętnicy piersiowej wewnętrznej. Ostatecznie rozgałęzia się w przeponie i mięśniach bocznych brzucha.